# Пярсти (волость)
Пярсти (эст. Pärsti) — бывшая волость в Эстонии в составе уезда Вильяндимаа.
После административной реформы местных самоуправлений Эстонии 2017 года волость Пярсти вошла в состав волости Вильянди.

## Положение
Площадь волости — 210 км², численность населения на 1 января 2006 года составляла 3868 человек.
Административным центром волости была деревня Яамеяала. Помимо этого на территории волости находились посёлок Рамси и 26 деревень: Алустре, Хеймтали, Яамеяала, Киини, Кииса, Кингу, Коокла, Лаанекуру, Леемети, Марна, Матапера, Мустивере, Пинска, Пуйату, Пяри, Пярсти, Раудна, Рихкама, Савикоти, Синиаллику, Тохври, Турва, Тыррекюла, Ванамыйза, Варди, Вяйке-Кыпу.